# Louise Bureau
Louise Bureau née à Lapalisse est une sculptrice française de la seconde moitié du XIXe siècle.

## Biographie
Louise Bureau est née à Lapalisse (Allier). Élève de Félix Ferru, a exposé de nombreux bustes au Salon de 1874 à 1894, époque où il est fait mention d'elle pour la dernière fois. Elle habitait alors à Paris au 8, rue des Capucines.